# قايدو أرهارد
قايدو أرهارد (بالألمانية: Guido Erhard)‏ هو لاعب كرة قدم ألماني في مركز الهجوم، ولد في 6 أكتوبر 1969 في هاناو في ألمانيا، وتوفي في 21 فبراير 2002 في أوفنباخ أم ماين في ألمانيا. لعب مع كيكرز أوفنباخ وماينتس 05 وميونخ 1860 ونادي فولفسبورغ.

## وصلات خارجية
- قايدو أرهارد على موقع قاعدة بيانات كرة القدم.إي يو (الإنجليزية)
- قايدو أرهارد على موقع بيانات كرة القدم. دي إي (الألمانية)